# 貝輪

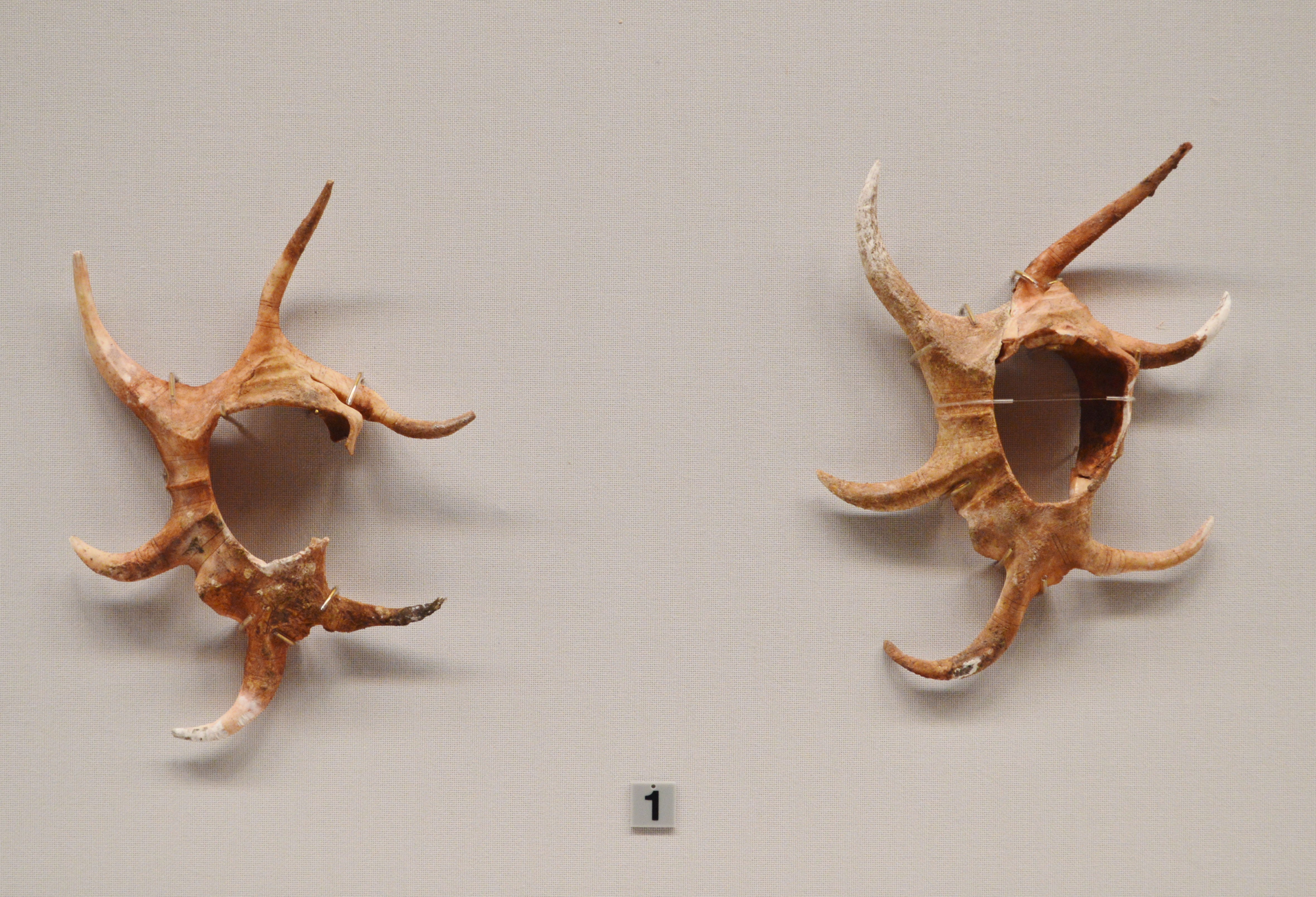
松林山古墳出土 貝釧東京国立博物館展示。

貝輪（かいわ）とは、貝殻で作られた腕輪のことで、特に古代日本で使われたものを指す。貝釧（かいくしろ）ともいう。
貝輪は縄文時代からあり、サルボウなど大型二枚貝に穴を開けたものが広く見つかっている。弥生時代になると、九州北部などで巻貝類のカサガイやオオツタノハなどに穴を開けたものや、イモガイ、ゴホウラ、スイジガイなどを切って作った貝輪が盛行し、当時の支配階級を表すものであったと見られる。これらの貝の多くは奄美群島以南に産するもので、沖縄諸島などではこれらを大量に加工したとみられる遺跡も見つかっており、九州との間で盛んに取引されたと見られる。山口県の土井ケ浜人類学ミュージアムや、種子島・薩摩半島・対馬における歴史民俗資料館などで多数保管展示されている。例外的に北海道（胆振地方）でも有珠モシリ遺跡（続縄文時代）でイモガイ製腕輪が見つかっている。
弥生時代末期頃からは青銅や石（碧玉など）を用いて貝輪に似せたと見られるデザインの腕輪や装飾品が作られるようになった。これらにはゴホウラに似た鍬形石（くわがたいし）や銅釧（どうくしろ）、カサガイに似た車輪石、イモガイに似た石釧、さらに輪ではないがスイジガイに似せたともいわれる盾などの飾りである巴形銅器（ともえがたどうき）があり、古墳時代には西日本一帯で用いられた。